# Student Services
Student Services (Mes chères études) è un film per la TV del 2010 scritto e diretto da Emmanuelle Bercot, tratto dall'omonimo romanzo di Mademoiselle Laura D., interpretato da Déborah François.
In Francia è stato trasmesso da Canal+ il 18 gennaio 2010 e distribuito in DVD dal 2 febbraio 2011, mentre in Italia è stato distribuito nelle sale cinematografiche da Bolero Film a partire dal 26 agosto 2011.

## Trama
Laura è una studentessa universitaria. I suoi studi procedono lontano da casa, e senza una borsa di studio, è costretta ad un secondo lavoro (Call Center) per mantenersi. Tuttavia non basta, le spese aumentano, e non riesce ad arrivare a pagare neanche la mensa dell'università. Con il passare del tempo, è costretta a trovare una soluzione, che ricadrà suo malgrado in un lavoro "da adulti". Con una prima esperienza molto semplice e fruttuosa con Joe, decide di proseguire questo "secondo lavoro". Le esperienze della vita le insegneranno che però non sempre tutto è rose e fiori, e l'inizio di una nuova relazione e nuove esperienze la porteranno a mutare, passerà dal non voler neanche essere toccata, a cercare clienti per accontentare i suoi desideri materiali.